# Horch 108
Horch 108 — німецький позашляховик часів Другої світової війни, представник сімейства стандартизованих, багатоцільових важких легкових автомобілів, з колісною формулою 4×4. Складався з 1937 по 1942 в різних модифікаціях на заводах концерну «Хорьх» (нім. Horch) та німецькій філії компанії «Форд» (англ. Ford). Застосовувався, також, як спеціалізований автомобіль як тягач та платформа для протитанкових і зенітних гармат, а також спеціального обладнання. Головною бойовою задачею було використання як транспортного засобу мотопіхоти та штабного автомобіля.

## Заводські та військові індекси
Випускався під наступними заводськими індексами — Horch: Typ a, Typ b, Typ 1a, Typ 1b, Typ 40; Ford: Typ EGa, Typ EGd, EGb, EG Typ 40.
За системою умовних позначень та нумерації військової техніки Вермахту автомобіль мав індекс за спеціальною номенклатурою. Кожний індекс відповідав меті застосування транспортного засобу. Складався з абревіатури Kfz (нім. Kraftfahrzeug) і порядкового номера, вказаного арабськими цифрами.
- Kfz.18 — базовий варіант для перевезення військовослужбовців. Восьмимісний, 4-дверний, кузов типу «кабріолет»
- Kfz.21 — штабний автомобіль відкритим, 4-дверним кузовом
- Kfz.23 — машина телефонного зв'язку, 6-дверний кузов
- Kfz.24 — автомобіль підсилювач[<small>Вн.</small> 2]. Закритий металевий фургон, екіпаж складався з водія та 3-х солдатів
- Kfz.31 — санітарний [Архівовано 24 грудня 2005 у Wayback Machine.] автомобіль. Закритий металевий фургон
- Kfz.69 — тягач для буксирування 37-мм протитанкової гармати Pak 35/36
- Kfz.70 — шасі з платформою для встановлення зенітної 2 cm Flak 30/Flak 38 гармати
- Kfz.83 — встановлено 8 кВт електрогенератор, та/або легкий прожектор діаметром 60 см. Також, прожектор міг буксируватися. В комплектацію машини входив барабан з кабелем. Екіпаж складався з водія та 4-х солдатів

## Історія створення та експлуатації
Сімейство стандартизованих армійських автомобілів «Horch 108» (4×4) вантажопідйомністю 1000–1100 кг та повною масою 4300 кг було новим явищем в світовому військовому автомобілебудуванні. Їх головними особливостями були уніфіковані рамні шасі, з можливістю встановлення силового агрегату V8 спереду або позаду, всі провідні та керовані колеса на незалежній підвісці, характерна зовнішність із коротким широким капотом та бічними запасними колесами, що обертаються.

### Виробництво
Автомобіль вироблявся на заводах фірми Horch із 1937, та німецької філії компанії Ford із 1939. Остання машина зійшла з конвеєра на початку 1942.
Для автомобілів вироблених Horch шасі виготовлялися у м. Цвікау (Саксонія), а кузова фірмою «Амбі-Бадд» (нім. Ambi Budd, Берлін, район Йоханністаль). Ford виготовляв свої авто на заводах у містах Амстердам, Берлін та Кельн. Кожна фірма комплектувала машини двигунами власного виробництва.
Загальний об'єм виробництва склав 10 036 екземплярів, в тому числі на заводах Horch — 8135, Ford — 1901.

## Технічні характеристики та оснащення автомобіля

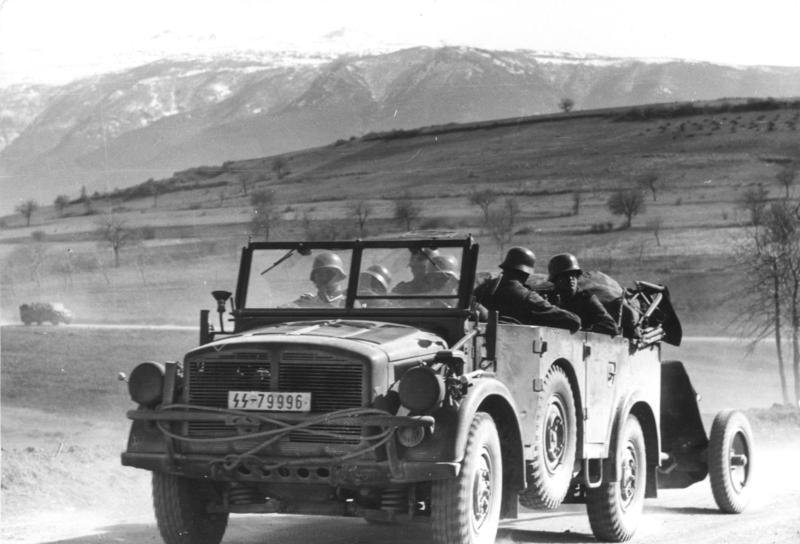
Як тягач (Kfz.69) для 37-мм Pak 35/36. Балкани, 1941

### Загальні для всіх типів
- Екіпаж — вісім вояків включаючи водія
- Компонування — F4
- Рама коробчастого профілю
- Габаритні розміри, метрів — 4,85×2,00×2,04[4]
- Запас ходу — по шосе 370 км (для Ford — 330), по пересіченій місцевості — 280 км[4]
- Витрата пального (середня) на 100 км пробігу — 32 л по шосе та 42 л по пересіченій місцевості
- Вага вантажу, що буксирується, кг — >1000[5]
- Радіус повороту, м — 10,0 з чотирма керованими колесами та 15,6 з двома[4]
- Кліренс, мм — 250
- Глибина подоланого броду, мм — 500
- Кут подоланого підйому, град — 25°[6]
- Максимальний кут руху похилою поверхнею, град — 45°
- Колісна база, мм — 3000
- Колія передніх та задніх коліс, мм — 1646
- Два бензобаки [Архівовано 4 березня 2016 у Wayback Machine.] загальним об'ємом 120 л. Закритий металевий фургон[6]

### Характеристики за типом
| Тип                              | Horch Typ a                           | Horch Typ b                           | Horch Typ 1a                          | Horch Typ 1b                          | Horch Typ 40                          | Ford Typ EGa/EGd/EGb                  | Ford EG Typ 40                        |
| Роки випуску                     | 1937—1938                             | 1937—1938                             | 1939—1940                             | 1939—1940                             | 1940—1942                             | 1939—1940                             | 1940—1941                             |
| Номер шасі                       | 100001—100350                         | 120001—120650                         | 100351— ?                             | 120651— ?                             | 140651— ?                             | 300001— ?                             | 500001— ?                             |
| Двигун                           |                                       |                                       |                                       |                                       |                                       |                                       |                                       |
| Виробник                         | Horch                                 | Horch                                 | Horch                                 | Horch                                 | Horch                                 | Ford                                  | Ford                                  |
| Діаметр циліндра/хід поршня, мм  | 78/92                                 | 78/92                                 | 78/100                                | 78/100                                | 78/100                                | 77,8/95                               | 77,8/95                               |
| Робочий об'єм, см³               | 3517                                  | 3517                                  | 3823                                  | 3823                                  | 3823                                  | 3613                                  | 3613                                  |
| Потужність, к. с. при об/хв      | 80 при 3600                           | 80 при 3600                           | 81 при 3600                           | 81 при 3600                           | 90 при 3600                           | 78 при 3500                           | 78 при 3500                           |
| Ступінь стиснення                | 6,3:1                                 | 6,3:1                                 | 5,8:1                                 | 5,8:1                                 | 6,1:1                                 | 6,51:1                                | 6,51:1                                |
| Трансмісія                       |                                       |                                       |                                       |                                       |                                       |                                       |                                       |
| Коробка передач 5-ти ступінчаста | Horch                                 | Horch                                 | Horch                                 | Horch                                 | Horch                                 | Стандартна                            | Стандартна                            |
| Рульове керування                | Чотири колеса                         | Передні колеса                        | Чотири колеса                         | Передні колеса                        | Передні колеса                        | Чотири колеса, окрім EGb              | Передні колеса                        |
| Робоча гальмівна система         | Механічна на всі колеса               | Механічна на всі колеса               | Гідравлічна на всі колеса             | Гідравлічна на всі колеса             | Гідравлічна на всі колеса             | Гідравлічна на всі колеса             | Гідравлічна на всі колеса             |
| Стоянкова гальмівна система      | Механічна, тросова тяга на всі колеса | Механічна, тросова тяга на всі колеса | Механічна, тросова тяга на всі колеса | Механічна, тросова тяга на всі колеса | Механічна, тросова тяга на всі колеса | Механічна, тросова тяга на всі колеса | Механічна, тросова тяга на всі колеса |
| Загальні характеристики          |                                       |                                       |                                       |                                       |                                       |                                       |                                       |
| Екіпаж                           | Вісім вояків включаючи водія          | Вісім вояків включаючи водія          | Вісім вояків включаючи водія          | Вісім вояків включаючи водія          | Вісім вояків включаючи водія          | Вісім вояків включаючи водія          | Вісім вояків включаючи водія          |
| Вага шасі, кг                    | 2400                                  | 2300                                  | 2400                                  | 2300                                  | 2300                                  | 2400, EGb — 2300                      | 2300                                  |
| Споряджена вага, кг              | 3300                                  | 3200                                  | 3300                                  | 3200                                  | 3200                                  | 3300, EGb — 3200                      | 3200                                  |
| Корисне навантаження, кг         | 1100                                  | 1000                                  | 1100                                  | 1000                                  | 1000                                  | 1100, EGb — 3200                      | 1000                                  |
| Допустима повна вага, кг         | 4300                                  | 4300                                  | 4300                                  | 4300                                  | 4300                                  | 4300                                  | 4300                                  |
| Максимальна швидкість, км/г      | 84                                    | 84                                    | 81                                    | 81                                    | 76—90                                 | 85                                    | 85                                    |
| Об'єм паливного бака, л          | 60+60                                 | 60+60                                 | 60+60                                 | 60+60                                 | 55+65                                 | 55+65                                 | 55+65                                 |
| Запас ходу, шосе/поза шляхом     | 370/280                               | 370/280                               | 370/280                               | 370/280                               | 370/280                               | 330/280                               | 330/280                               |

### Кузов (у виконанні під Kfz.18)

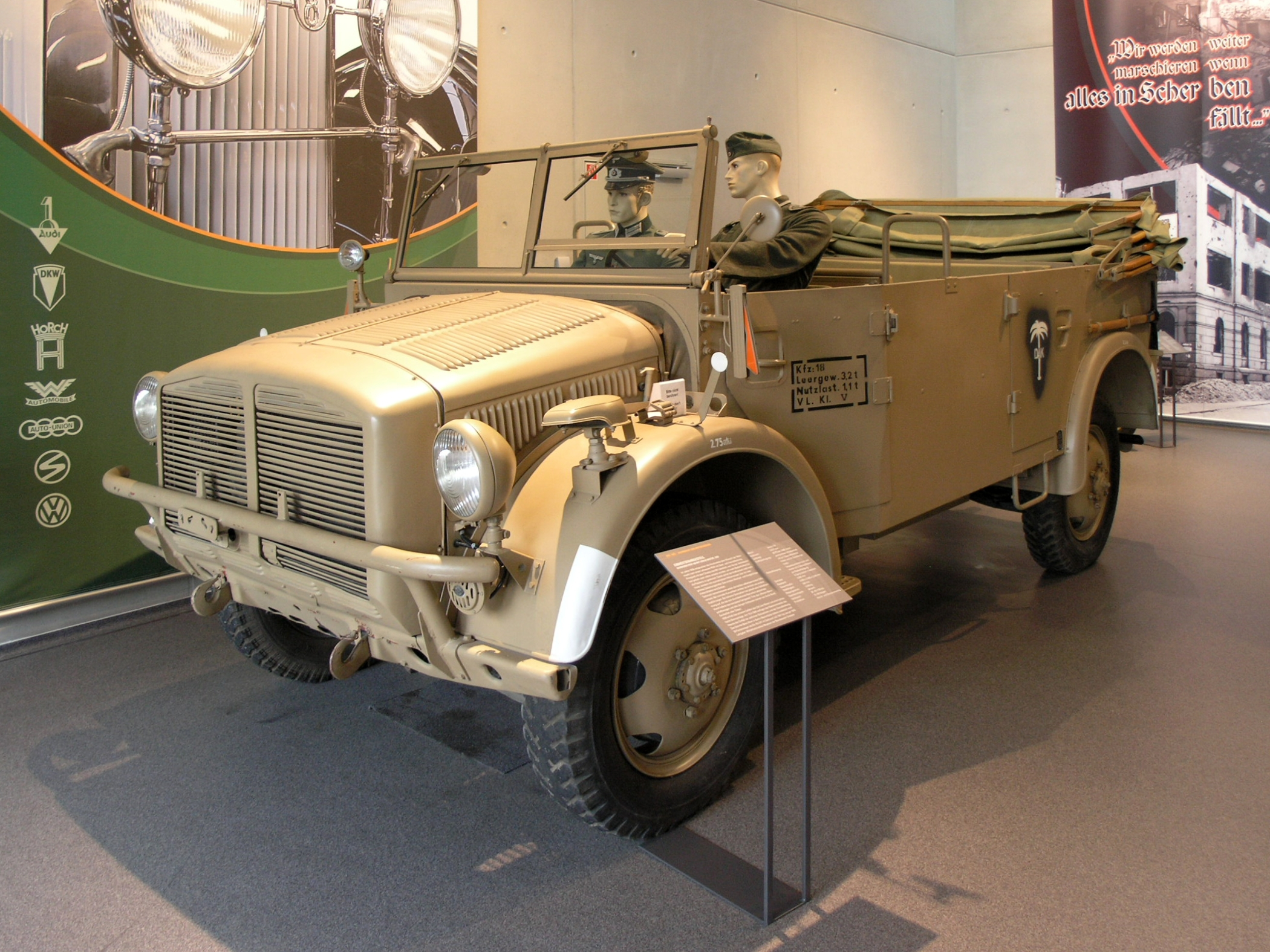
Horch 108 Typ 40, Африканський корпус

- Суцільнометалевий відкритий, типу «кабріолет», з чотирма, або шістьма дверима. Попереду знаходяться два місця — водія та «пасажира». В салоні ще шість місць, по три один проти іншого. З боків, позаду передніх місць, розміщено два запасних (опірних) колеса, що вільно обертаються, втоплених у кузов. На Typ 40 опірні колеса відсутні. Позаду змонтовано дві розпашні дверцята, або інше виконання. Оснащений відкидним брезентовим тентом, з двома метало-дерев'яними розбіжними променями дуг позаду та розкладним метало-дерев'яним каркасом, що утримує центральну частину даху. Комплектується знімними бічними вікнами на двері з м'якого целулоїду
- Лобове скло, окрім стандартного положення, може приймати декілька інших: рамка скла опускається вперед на капот, або приблизно на 3/4 висоти частини лобового скла, що проти водія, піднімається вгору для доступу повітря в кабіну. Комплектувався додатковими бічними рухомими вітровими стеклами. Також лобове скло постачалося у спрощеному варіанті — з двох нерухомих половин
- Покажчики повороту — два висувних, електромеханічних, семафорного типу. Встановлені з боків, на рівні вітрового скла, мали вигляд прямокутника подовженої форми
- Дзеркала заднього виду круглої форми

### Двигуни
V-подібні, 8 циліндрів, 4-тактні, бензинові двигуни. Кут розвалу циліндрів: Horch — 60°, Ford — 90°. Центральний розподільчий вал. Клапани: на двигунах виробництва Horch — горизонтальні, Ford — бічні.
- Змащування — циркуляція під тиском, об'єм мастила на двигунах виробництва Horch 8 л, Ford 5 л
- Система охолодження — рідинна, ємність системи охолодження 23 літрів (один насос) на двигунах виробництва Horch, Ford — 26 л (два насоса)
- Карбюратор Solex[fr] — два 30 BFH на двигунах Horch та один подвійний «Solex» 30 FFIK на Ford

### Ходова частина та трансмісія
Повний привід, постійний. Колісна формула 4×4.
- Підвіска — передня та задня — незалежна, зі спіральними пружинами.
- Зчеплення — однодискове, сухе
- Коробка передач — 5-и ступінчаста механічна з двоступінчастим редуктором-демультиплікатором. Мала чотири ступені для руху по шосе або рівних дорогах і додаткову п'яту передачу для переміщення на місцевості, та одну для заднього ходу
- Колеса — радіус 17 дюймів, ширина 210 мм, одношинні. Два запасних, шини «Offroad» (позашляхові), рекомендований тиск 2,0 атм

### Система керування

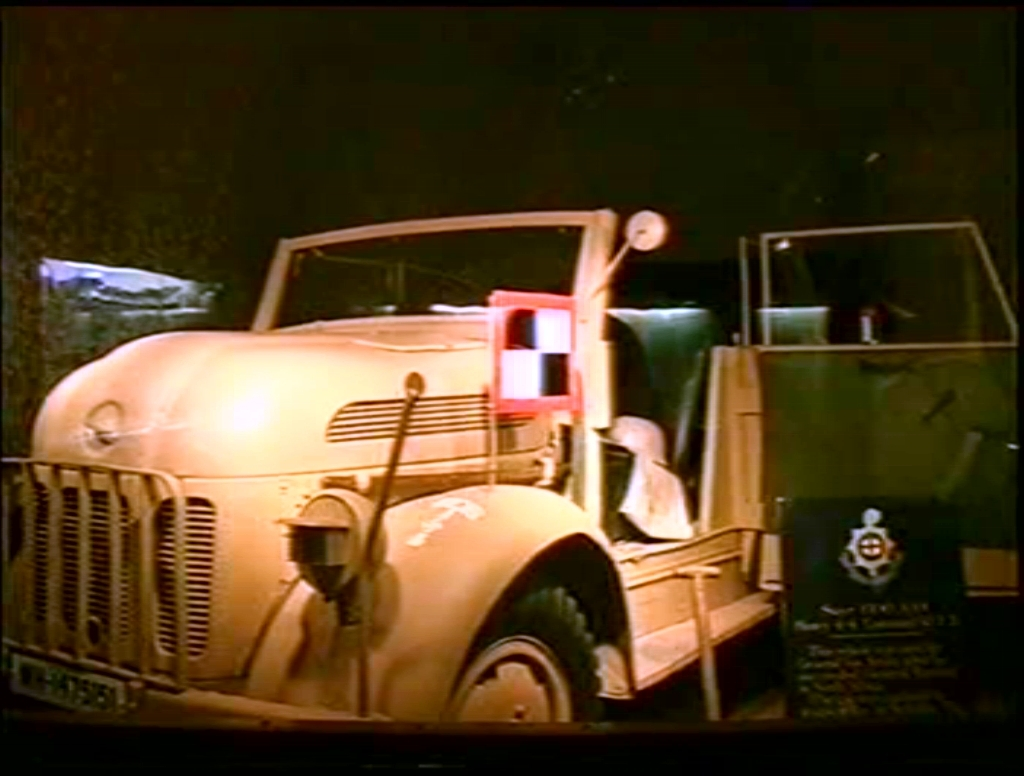
Steyr 1500A

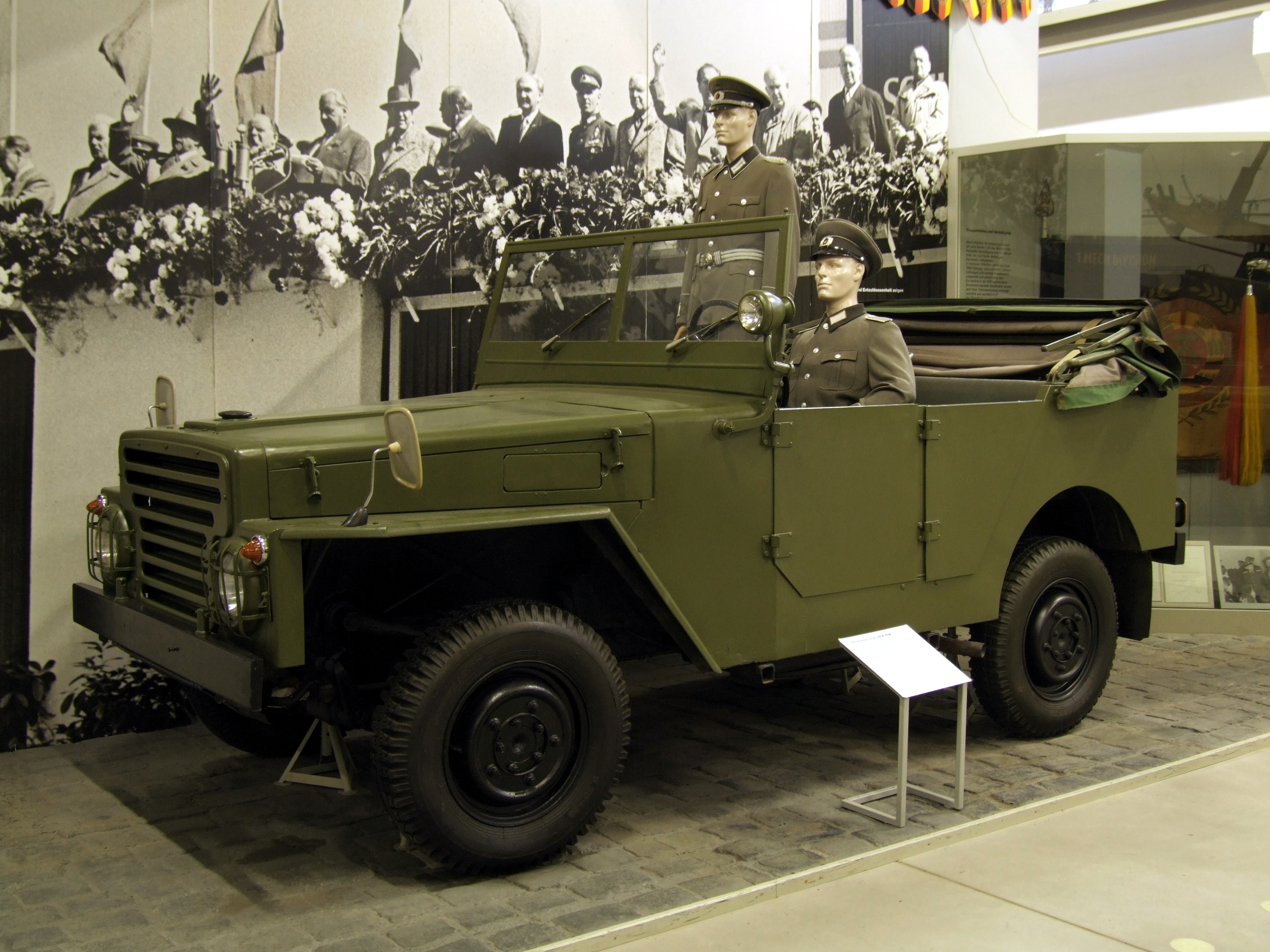
IFA P2M на озброєнні армії НДР

- Рульове керування механічне, з черв'ячною передачею. На швидкості більше ніж 25 км/г автоматично вимикалося керування задніми колесами
- Гальма — барабанні, гідравлічний привід на всі шість коліс. Ручні — механічні на коробку передач

### Електричне обладнання
- Система запалювання — класична, з використанням свічок запалювання, акумулятор Bosch 12 В, ємність батареї — 75 А•год, розміщувався зліва на рамі
- Потужність генератора — 90 на першій серії, 160, 300, 600 Вт
- Потужність стартера — 1,8 к.с.
- Дві фари на передніх крилах, фара дальнього світла та фара для їзди вночі, стоп-сигнал
- Очисники лобового скла, звуковий сигнал

## Близькі за характеристиками авто в інших країнах
- Steyr 1500A, легка вантажівка і штабна машина
- Позашляховик IFA P2M вироблявся в НДР у 1952–1958. Перебував на озброєнні армії та воєнізованих формувань Східної Німеччини

## Сучасне використання
Є декілька (не більше 5) відреставрованих оригінальних Horch 108 різних модифікацій, виготовлені також репліки.
На території західної частини колишнього Радянського Союзу були знайдені залишки ушкоджених машин.

### Виноски
1. ↑  Horch — німецька автомобілебудівна компанія, заснована німецьким інженером Аугусто Хорхе (August Horch), що спеціалізувалася на створенні однойменних автомобілів. Заснована 14 листопада 1899 в місті Кельн під назвою «Horch & Cie. Motorwagen Werke». 10 травня 1904 в Цвікау фірма була перереєстрована під назвою «August Horch & Cie. Motorwagenwerke AG». У 1930—1940 входила, разом з іншими німецькими фірмами Wanderer, Audi і DKW, до складу концерну «Auto Union»
2. ↑  Автомобіль підсилювач — радіотехнічний автомобіль, що здійснював посилення радіосигналу
3. ↑  На типах: a, 1a, EGa, EGd за потребою можна вимкнути рульове керування задніми колесами